# Dracomantis mirofraternus
Dracomantis mirofraternus (лат.) — вид насекомых, единственный в составе рода Dracomantis из семейства настоящих богомолов (Mantidae, Hierodulinae). Известен из Юго-Восточной Азии (Вьетнам). От близких родов отличается следующими признаками: 1) внешне крепкий коренастый вид, размеры тела средние (самец 37—49 мм); 2) метазональный киль очень толстый, который делает метазону треугольной в поперечном сечении; 3) два дистальных отростка с чётко разделенными основаниями; 4) фаллоидный апофизис afa без сильной склеротизации, шипов или волосков; 5) вблизи когтевой ложбинки переднего бедра выделяется красно-чёрное пятно.